# Bocchoris chalcidiscalis
Bocchoris chalcidiscalis là một loài bướm đêm trong họ Crambidae.